# Jonathan Browning (inventor)
Jonathan Browning (22 de octubre de 1805 - 21 de junio de 1879) fue un inventor y armero estadounidense.

## Biografía

### Primeros años
Jonathan Browning nació el 22 de octubre de 1805 en el condado de Sumner, Tennessee. Comenzó su carrera como herrero, pero en 1824 se convirtió en armero después de un aprendizaje con Samuel Porter en Nashville. Comenzó a producir armas de fuego de forma independiente en 1831 y poco después inventó un rifle de repetición "recámara deslizante", también llamado arma de armónica, entre 1834 y 1842 mientras vivía en Quincy, Illinois. Cada arma de armónica tardó dos semanas en fabricarse a mano y estaba disponible para comprarse por $24.
Browning mudó a su familia a White's Creek, cerca de Nashville, alrededor de 1827 y residió allí hasta la primavera de 1833. Jonathan se mudó con su familia extendida y pasó una temporada en Fairfield, Illinois, visitando a su hermana Clarissa Neel.
Alrededor de 1834, Jonathan y su hermano James Green Browning compraron granjas a treinta millas al noreste de Quincy en La Prairie, Illinois. Se ha contado una historia familiar de que llegó a conocer a un joven abogado llamado Abraham Lincoln, que fue huésped de la noche a la mañana en su hogar en al menos dos ocasiones.

### Período de Missouri
En octubre de 1838, el gobernador Lilburn Boggs emitió la Orden de exterminio que hizo que los seguidores de Joseph Smith huyeran de Missouri. Browning entró en contacto con muchos de los exiliados de los Santos de los Últimos Días. Curioso por el nuevo asentamiento en las tierras pantanosas de Nauvoo, Illinois, Browning hizo una visita, reuniéndose con el presidente de los Santos de los Últimos Días, Joseph Smith, que influyó en Browning para convertirse a la Iglesia de Jesucristo de los Santos de los Últimos Días.

### Período de Nauvoo

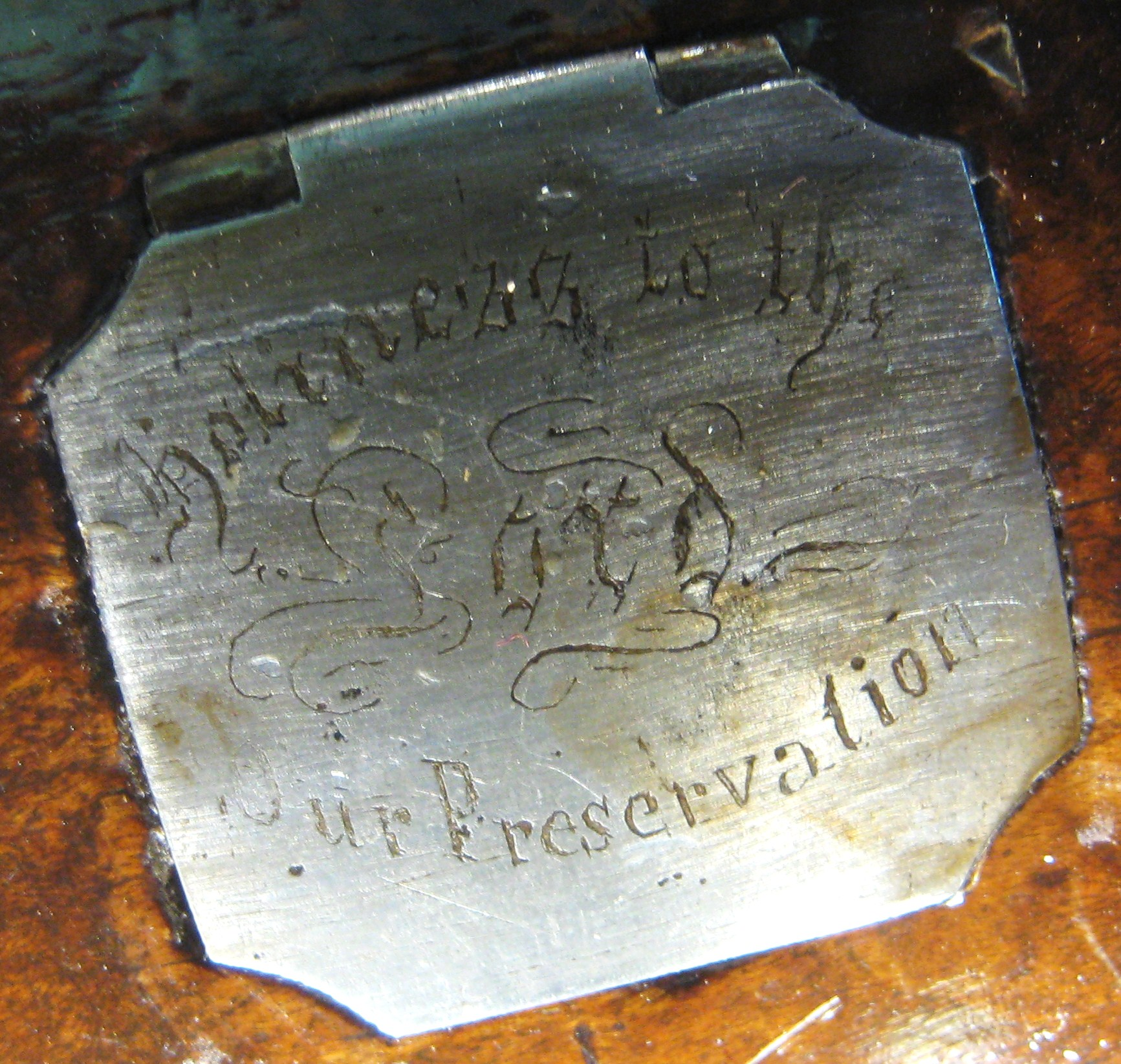
La etiqueta en una pistola Browning del período de Nauvoo, que dice: "Santidad al Señor - Nuestra preservación".

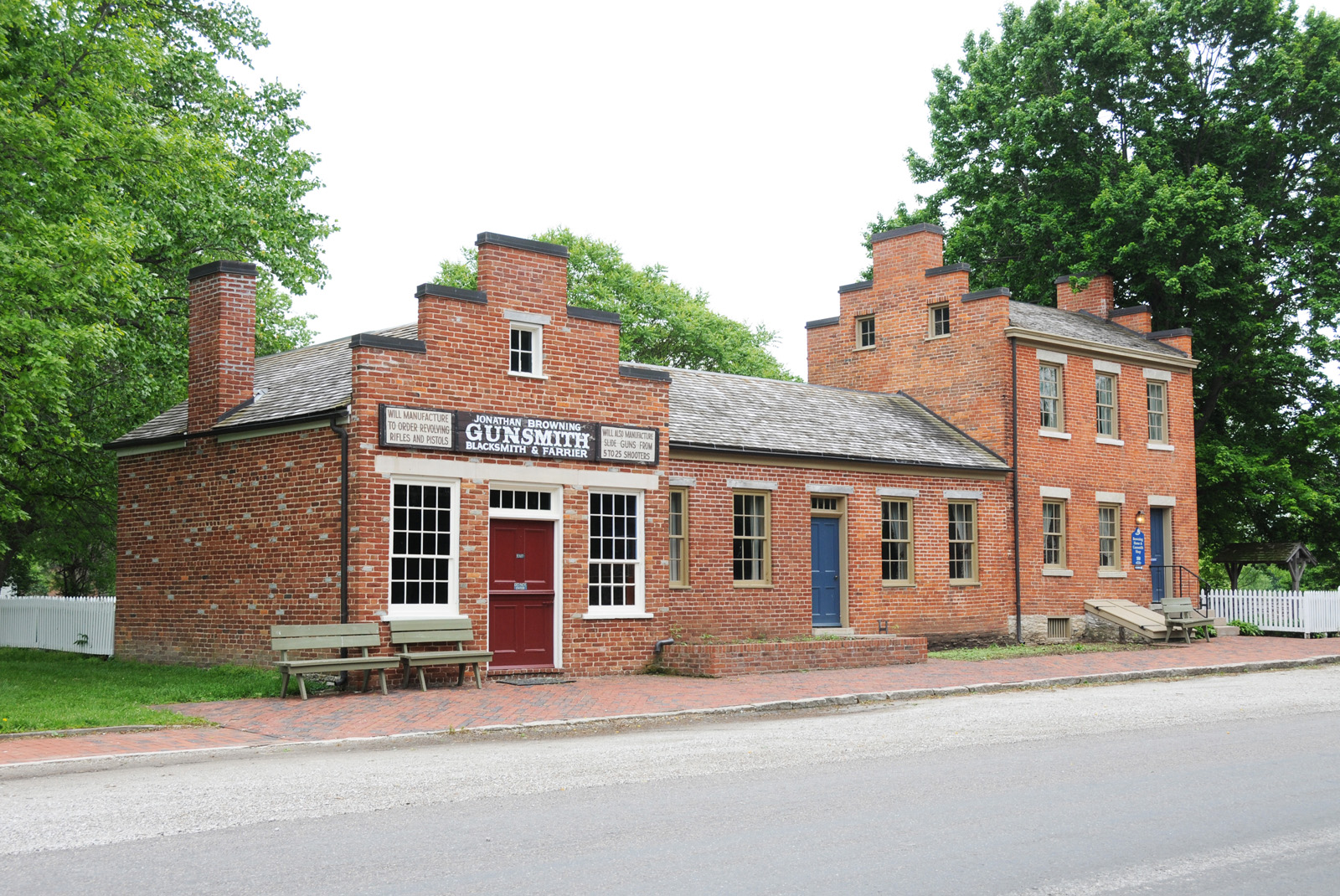
Jonathan Browning Home y Gunsmith Shop, Nauvoo, Illinois. Browning vivió y trabajó en estos edificios desde 1842 hasta 1846.

Browning se mudó a Nauvoo, Illinois, y se unió a la comunidad en 1842, compró la casa Bird y agregó una tienda de armas. En 1844, el profeta Joseph Smith fue asesinado, y Browning estaba entre el grupo que más tarde huyó de Nauvoo en 1846.
Las armas que Browning produjo como armero mormón fueron etiquetadas "Santidad al Señor - Nuestra Preservación". The Jonathan Browning Home and Gunshop construido en 1842 fue restaurado durante la década de 1960. Registrado en The Mormon Historic Sites Foundation, el museo está abierto al público sin costo.

### Período de Utah
Browning huyó de Illinois con Brigham Young a fines de 1846 para escapar de la persecución religiosa. Se instaló en la comunidad de Mosquito Creek cerca de Council Bluffs, Iowa, y reparó armas para los colonos locales que estaban migrando a Utah, mientras esperaba a Brigham Young para invitarlo a unirse al cuerpo principal de colonos en Utah. Cuando se formó el Batallón Mormón durante la Guerra con México, Browning quería unirse a ellos, pero Young le dijo que los soldados no necesitarían sus habilidades tanto como el cuerpo principal de pioneros en Kanesville.
Browning recibió noticias de Brigham Young para unirse al grupo principal de colonos en 1852. Salió de Mosquito Creek, Iowa, el 8 de julio de 1852, y emigró a través de las Montañas Rocosas como capitán de diez vagones en la Compañía Henry W. Miller. Llegó el 2 de octubre de 1852, con seis vagones y $600 al Valle del Lago Salado. Browning se mudó a Ogden, Utah, donde estableció una tienda de armas. Como era común en la comunidad en ese momento, Jonathan Browning era un polígamo y había tomado tres esposas. Engendró 22 hijos y tuvo dos hijastros; entre ellos destacaba el diseñador de armas John Moses Browning, quien se convirtió en una de las figuras más importantes en el desarrollo de armas de fuego modernas automáticas y semiautomáticas; y Matthew Sandefur Browning (1859-1923), cofundador de Browning Brothers. Jonathan dirigió su tienda de armas e invirtió en bienes raíces en Ogden. Fue miembro de la Asamblea Territorial de Utah (1853-1854), y también se desempeñó como juez de paz y juez testamentario para el condado de Weber, territorio de Utah. Sin embargo, su enfoque principal estaba en su armería ubicada a lo largo de la actual Washington Avenue en Ogden. Su hijo John Moses más tarde recordó: "ridiculizamos algunas de las armas que arreglamos, y condené algunas de ellas cuando Pappy no estaba cerca, pero nunca se nos ocurrió hacer mejores. Era demasiado viejo y yo demasiado joven". Jonathan murió el 21 de junio de 1879 en Ogden.